# 2025
- Wikisource

| Calendário gregoriano                                                        | 2025 MMXXV                          |
| Ab urbe condita                                                              | 2778                                |
| Calendário arménio                                                           | 1475 – 1476                         |
| Calendário bahá'í                                                            | 181 – 182                           |
| Calendário budista                                                           | 2569                                |
| Calendário chinês                                                            | 4721 – 4722 Início a 29 de janeiro  |
| Calendário copta                                                             | 1741 – 1742                         |
| Calendário etíope                                                            | 2017 – 2018                         |
| Calendários hindus - Vikram Samvat - Calendário nacional indiano - Cáli Iuga | 2080 – 2081 1946 – 1947 5125 – 5126 |
| Calendário Holoceno                                                          | 12025                               |
| Calendário islâmico                                                          | 1447 – 1448                         |
| Calendário judaico                                                           | 5785 – 5786 Início a 23 de setembro |
| Calendário persa                                                             | 1403 – 1404 Início a 21 de março    |
| Calendário rúnico                                                            | 2275                                |
| Calendário solar tailandês                                                   | 2568                                |

2025 (MMXXV, na numeração romana) é um ano comum do século XXI que começou numa quarta-feira, segundo o calendário gregoriano. A sua letra dominical é E. A terça-feira de Carnaval ocorre a 4 de março e o domingo de Páscoa a 20 de abril. Segundo o horóscopo chinês, é o ano da Serpente, começando a 29 de janeiro.

| Evento                                                   | Data            | Hora  |
| -------------------------------------------------------- | --------------- | ----- |
| Aquário                                                  | 19 de janeiro   | 20:00 |
| Peixes                                                   | 18 de fevereiro | 10:07 |
| primavera no hemisfério norte e outono no hemisfério sul |                 |       |
| Carneiro/equinócio                                       | 20 de março     | 09:02 |
| Touro                                                    | 19 de abril     | 19:56 |
| Gémeos                                                   | 20 de maio      | 18:55 |
| verão no hemisfério norte e inverno no hemisfério Sul    |                 |       |
| Caranguejo/solstício                                     | 21 de junho     | 02:43 |
| Leão                                                     | 22 de julho     | 13:30 |
| Virgem                                                   | 22 de agosto    | 20:34 |
| Outono no Hemisfério Norte e Primavera no Hemisfério Sul |                 |       |
| Balança/equinócio                                        | 22 de setembro  | 18:20 |
| Escorpião                                                | 23 de outubro   | 03:51 |
| Sagitário                                                | 22 de novembro  | 01:36 |
| inverno no hemisfério norte e verão no hemisfério sul    |                 |       |
| Capricórnio/solstício                                    | 21 de dezembro  | 15:03 |

| UTC: Portugal Continental, Madeira, Guiné-Bissau e São Tomé e Príncipe Subtrair (-): 1 h nos Açores e Cabo Verde 2 h nas Ilhas oceânicas brasileiras 3 h em Brasília, em Goiás, na Amazônia Oriental Brasileira e no nordeste, sudeste e sul brasileiros 4 h na Amazônia Ocidental Brasileira, Mato Grosso e Mato Grosso do Sul 5 h no Acre e sudoeste do Amazonas Adicionar (+): 1 h em Angola e Guiné Equatorial 2 h em Moçambique 8 h em Macau 9 h em Timor-Leste. |
| Adicionar uma hora durante a vigência do horário de verão: Portugal Continental : De 30 de março a 26 de outubro de 2025 |

| Ano completo                        |
| ----------------------------------- |
| Ano comum com início à quarta-feira |

## Eventos

### Janeiro
- 1 de janeiro
  - Obras de Oswald de Andrade, Getúlio Vargas e outros autores do Brasil e Europa falecidos em 1954 entraram em domínio público.[1]
  - A primeira versão dos personagens Popeye e Tintim entraram em domínio público.[2]
  - Bulgária e Romênia finalizam o processo de adesão ao Espaço Schengen, eliminando os controles de fronteira terrestre.[3]
  - A Ucrânia torna-se um Estado-membro do Tribunal Penal Internacional.[4]
  - Atentado com caminhonete em Nova Orleães mata 10 pessoas e fere dezenas.[5]
  - Os prefeitos eleitos nas eleições municipais no Brasil em 2024 são empossados em suas respectivas cidades.[6]
  - Em Liechtenstein, entra em vigor a lei que legaliza o casamento gay.[7]
  - Doze pessoas, incluindo duas crianças, são mortas e outras quatro ficam feridas em um tiroteio em Cetinje, Montenegro.[8]
- 4 de janeiro - Karl Nehammer, chanceler da Áustria, anuncia sua renúncia.[9]
- 4 a 9 de janeiro - É realizado o funeral de Estado do ex-presidente dos EUA Jimmy Carter.[10]
- 5 de janeiro – Fernanda Torres ganha um Globo de Ouro na categoria de Melhor Atriz de Drama pelo filme Ainda Estou Aqui, tornando-se a primeira atriz brasileira a vencer essa categoria.[11]
- 6 de janeiro
  - Justin Trudeau, primeiro-ministro do Canadá, anuncia renúncia ao cargo após quase uma década.[12]
  - A Indonésia se torna o décimo membro a ingressar no BRICS.[13]
- 7 de janeiro
  - Sismo de magnitude 6,8 no Tibete deixa 126 mortos, 188 feridos e danifica 3.600 casas.[14]
  - Incêndios florestais ainda sem causa aparente deixam 24 mortos e diversas estruturas danificadas em Los Angeles, Estados Unidos. [15]
- 8 de janeiro - Dezoito homens armados e dois soldados são mortos em um ataque ao Palácio Presidencial em Jamena, capital do Chade.[16]
- 9 de janeiro - Joseph Aoun é eleito presidente do Líbano, após cerca de dois anos de vacância presidencial no país.[17]
- 10 de janeiro - Nicolás Maduro toma posse para o 3° mandato na Venezuela, após eleição contestada por falta de transparência.[18]
- 11 de janeiro - Explosões em quatro postos de gasolina em al-Bayda, Iêmen, deixam ao menos 17 mortos e pelo menos 74 feridos.[19]
- 12 de janeiro
  - Fortes chuvas provocam enchentes e deslizamentos de terra na Região Metropolitana do Vale do Aço, em Minas Gerais, Brasil, deixando pelo menos onze mortos.[20]
  - Zoran Milanović é reeleito presidente da Croácia.[21]
- 15 de janeiro
  - O presidente da Coreia do Sul, Yoon Suk-yeol, é preso com sucesso após a controversa declaração de lei marcial e um processo de impeachment bem-sucedido em dezembro passado.[22]
  - Israel e o Hamas aprovam um acordo de cessar-fogo que visa pôr fim à guerra, trocar reféns israelitas com prisioneiros palestinos e permitir a entrada de ajuda internacional.[23]
- 16 de janeiro
  - A fabricante de consoles de jogos eletrônicos Nintendo apresenta oficialmente o Nintendo Switch 2 em suas plataformas digitais.[24]
  - Série de ataques do Exército de Libertação Nacional na região do Catatumbo, na Colômbia, causa morte de mais de cem pessoas.[25]
  - Pesquisadores da Meta AI anunciaram a criação da esmGFP (Evolutionary Scale Modeling Green Fluorescent Protein), uma proteína fluorescente artificial desenvolvida inteiramente por inteligência artificial. Utilizando o modelo ESM3, os cientistas simularam cerca de 500 milhões de anos de evolução para projetar a nova proteína, que brilha em verde sob luz ultravioleta.[26]
- 18 de janeiro
  - Luana Silva conquista o Mundial Júnior da WSL, se tornando a primeira mulher brasileira a conquistar o campeonato.[27]
  - Ao menos 86 pessoas são mortas em uma explosão de um caminhão-tanque de combustível em Dikko, Níger, Nigéria.[28]
  - Em São Paulo, a intensificação das longas filas para o escaneamento de íris do projeto Worldcoin, cofundado por Sam Altman (da OpenAI), ganha destaque na imprensa. O projeto global, que havia iniciado suas operações no país em Novembro de 2024 , oferecia criptomoedas WLD em troca da leitura biométrica. A ampla cobertura da mídia, com reportagens de veículos como a Agência Brasil, e a crescente participação popular geraram debates e preocupações significativas sobre privacidade de dados e ética, levando a Autoridade Nacional de Proteção de Dados (ANPD) a iniciar uma investigação.[29][30]
- 19 de janeiro - Entra em vigor o banimento do TikTok nos Estados Unidos, embora tenha durado apenas algumas horas.[31][32]
- 20 de janeiro
  - Donald Trump e J. D. Vance são empossados como 47º presidente e 50º vice-presidente dos Estados Unidos, respectivamente.[33]
  - O reator chinês EAST (Experimental Advanced Superconducting Tokamak), conhecido como "sol artificial", estabeleceu um novo recorde ao manter plasma superquente por 1.066 segundos, ultrapassando o marco anterior de 403 segundos. O experimento alcançou temperaturas de até 150 milhões de graus Celsius, aproximando a humanidade de uma possível fonte de energia limpa, segura e praticamente inesgotável. O feito consolidou a posição da China como líder nas pesquisas de fusão nuclear no mundo.[34]
- 21 de janeiro - Na Turquia, incêndio no Hotel Grand Kartal deixa 79 mortos e 51 feridos.[35]
- 23 de janeiro
  - O casamento entre pessoas do mesmo sexo na Tailândia é legalizado.[36]
  - Micheál Martin retorna ao cargo de taoiseach da Irlanda.[37]
- 24 de janeiro
  - A Autoridade Nacional de Proteção de Dados (ANPD) determinou, a suspensão do pagamento em criptomoedas pelo escaneamento de íris realizado pelo projeto Worldcoin, cofundado por Sam Altman, CEO da OpenAI. A decisão foi motivada por preocupações com a legalidade do consentimento obtido dos participantes, segundo a Lei Geral de Proteção de Dados Pessoais (LGPD). A ANPD entendeu que o incentivo financeiro comprometia a liberdade de escolha dos cidadãos ao cederem dados biométricos sensíveis.[38]
- 25 de janeiro
  - Um raro alinhamento planetário ocorreu, visível a olho nu em ambos os hemisférios Norte e Sul, envolvendo 6 planetas: Vênus, Marte, Júpiter, Saturno, Urano e Netuno. Este tipo de alinhamento com tantos planetas é considerado um evento astronômico raro, com alinhamentos semelhantes de seis planetas ocorrendo aproximadamente a cada duas décadas.
- 26 de janeiro - Aleksandr Lukashenko, Presidente de Belarus, é reeleito para seu 7° mandato consecutivo.[39]
- 27 de janeiro – Ações globais de tecnologia caem acentuadamente em resposta à DeepSeek, uma concorrente chinesa do ChatGPT da OpenAI. A gigante dos chips Nvidia perde quase US$ 600 bilhões de seu valor, a maior queda para uma única empresa na história do mercado de ações dos Estados Unidos.[40][41]
- 29 de janeiro
  - Um avião da American Airlines colidiu no ar com um helicóptero Black Hawk em Washington DC, Estados Unidos, deixando 67 mortos.[42]
  - Ahmed al-Sharaa é nomeado presidente de transição da Síria, depois de um mês de vacância após a queda do regime de Assad.[43]
- 30 de janeiro
  - Após a aprovação de uma reforma constitucional, a Nicarágua se torna uma diarquia absolutista com Daniel Ortega e Rosario Murillo como copresidentes.[44]
  - Os modelos de ponta das placas de vídeo NVIDIA GeForce RTX 5090 e RTX 5080, baseadas na nova arquitetura Blackwell, tornaram-se disponíveis no mercado.[45]
- 31 de janeiro – O voo Med Jets 056, um Learjet 55 operado pela Med Jets SA de CV (Jet Rescue Air Ambulance), caiu logo após a decolagem do Aeroporto do Nordeste da Filadélfia, Pensilvânia, EUA. A aeronave, com destino ao Aeroporto Internacional de Tijuana, México, com escala no Aeroporto Nacional de Springfield-Branson, Missouri, EUA, caiu próximo ao shopping Roosevelt Mall, na Filadélfia. As seis pessoas a bordo morreram no acidente: uma criança paciente, a mãe da criança e quatro tripulantes mexicanos (piloto, copiloto, paramédico e médico). Várias pessoas em terra ficaram feridas e residências próximas foram danificadas por incêndios.[46]

### Fevereiro
- 1 de fevereiro – Conflito entre torcidas organizadas no Recife, Pernambuco horas antes do Clássico das Multidões, deixa 12 pessoas feridas e 14 pessoas presas.[47]
- 2 de fevereiro – A 67ª edição do Grammy Awards aconteceu na Crypto.com Arena em Los Angeles, Estados Unidos. Kendrick Lamar foi premiado em cinco categorias (entre estas a de Canção do Ano). Beyoncé levou o prêmio de Álbum do Ano.[48][49]
- 4 de fevereiro – Na cidade de Örebro, na Suécia, um tiroteio em uma escola deixou 11 mortos, incluindo o autor do crime.[50]
- 7 de fevereiro – Avião de pequeno porte cai e explode em São Paulo (SP), matando duas pessoas e ferindo outras seis.[51]
- 8 de fevereiro
  - Acidente aéreo ocorre no Alasca, EUA: avião Cessna Caravan desaparece dos radares dois dias antes da queda; não houve sobreviventes entre as dez pessoas que estavam no avião e ao menos três corpos e destroços foram encontrados.[52][53]
  - Acidente entre um ônibus e um trailer mata ao menos 41 pessoas em Tabasco no sul do México.[54]
- 10 de fevereiro – Na Cidade da Guatemala, Guatemala, um ônibus cai de uma ponte, matando pelo menos 50 pessoas.[55]
- 12 de fevereiro – Klaus Iohannis anuncia sua renúncia ao cargo de presidente da Romênia.[56]
- 16 de fevereiro – Nos BAFTA 2025, Conclave ganha quatro prêmios, incluindo o de Melhor Filme.[57]
- 17 de fevereiro – Papa Francisco é diagnosticado com infecção polimicrobiana nas vias respiratórias e Vaticano informa que seu quadro clínico é "complexo".[58]
- 18 de fevereiro
  - Durante uma reunião em Riade, Arábia Saudita, Rússia e Estados Unidos concordaram em nomear equipes para negociar o fim da guerra na Ucrânia, como também iniciar tratativas para restaurar as relações diplomáticas e econômicas entre os dois países.[59]
  - Um incêndio de grandes proporções atingiu parte de uma das cidades cenográficas dos Estúdios Globo, localizados no Rio de Janeiro.  As chamas se alastraram rapidamente, causando danos significativos a algumas estruturas, mas sem deixar vítimas. As causas do incêndio estão sendo investigadas.[60]
- 19 de fevereiro –A Microsoft anunciou um alegado avanço significativo na computação quântica com a criação de um novo material chamado topocondutor. Esse material possibilitou o desenvolvimento do Majorana 1, o primeiro chip quântico da empresa baseado em qubits topológicos.[61]
- 21 de fevereiro – Desabamento do teto de um centro comercial em Trujillo, no Peru, mata oito pessoas e deixa mais de 80 feridos.[62]
- 23 de fevereiro – Ocorre na Alemanha eleições legislativas, na qual a coalizão CDU-CSU foi a mais votada, o partido SPD do atual chanceler Olaf Sholz foi reduzido à terceira maior força partidária do parlamento. Além disso, o partido de extrema-direita AfD obtém uma vitória expressiva, se tornando a agremiação com o segundo maior número de cadeiras no Bundestag.[63]
- 25 de fevereiro – Apagão no Chile deixa ao menos 20 milhões de pessoas sem energia. Presidente Gabriel Boric decreta emergência e toque de recolher no país.[64][65]
- 26 de fevereiro
  - Veículo aéreo Antonov An-12 cai numa área residencial em Cartum, capital do Sudão, após falhas depois de sua decolagem. Ao menos 46 pessoas morreram e outras 10 ficaram feridas.[66] [67]
  - No leste da Tailândia, um ônibus capota em uma vala, deixando 18 passageiros mortos e outros 23 feridos.[68]
- 26 de fevereiro a 9 de março - Incêndio florestal em Ofunato, Japão, mata pelo menos uma pessoa, e força mais de 4.200 moradores a deixarem suas casas. O incêndio foi o pior do tipo no país desde o grande incêndio na ilha de Hocaido, em 1975.[69]
- 28 de fevereiro
  - O presidente dos Estados Unidos, Donald Trump e o presidente da Ucrânia, Volodymyr Zelensky, se desentendem em uma reunião pública no Salão Oval da Casa Branca, os mandatários se reuniriam para negociar um acordo no conflito entre a Rússia e a Ucrânia, a reunião foi encerrada de imediato.[70]
  - Os sinais dos canais de televisão da The Walt Disney Company no Brasil (Disney Channel, Star Channel, National Geographic, FX, Cinecanal e BabyTV) tiveram suas transmissões encerradas. Apenas os canais ESPN, dedicados à transmissão de eventos esportivos, permaneceram no ar. [71][72]
  - O Bulletin of the Atomic Scientists anunciou o ajuste do Relógio do Juízo Final (Doomsday Clock), movendo-o para 89 segundos antes da meia-noite. Esta nova configuração representa a posição mais próxima da meia-noite na história do relógio, destacando as contínuas ameaças existenciais à humanidade.[73]
  - Ocorreu um raro alinhamento planetário, onde sete planetas do nosso sistema solar (Mercúrio, Vênus, Marte, Júpiter, Saturno, Urano e Netuno) ficaram visíveis em arco no céu noturno. Este tipo de alinhamento completo é considerado bastante raro, com previsões apontando para o próximo evento similar apenas em 2492.[74]

### Março
- 1 de março – Ocorreu a 45.ª edição do Brit Awards. Charli xcx, que era a artista mais indicada da noite, venceu cinco das seis categorias em que concorria, incluindo Álbum Britânico do Ano e Artista Britânica do Ano. Chappell Roan foi premiada como Artista Internacional do Ano.[75]
- 2 de março
  - A Firefly Aerospace se torna a primeira empresa privada a realizar um pouso bem-sucedido na Lua, com o módulo lunar Blue Ghost M1.[76]
  - No Oscar, o filme Anora vence o prêmio de Melhor Filme, enquanto Ainda Estou Aqui conquista o prêmio de Melhor Filme Internacional, o primeiro Oscar da história do cinema brasileiro.[77]
- 3 de março
  - Um atropelamento em massa com um veículo em Mannheim, Alemanha, deixou dois mortos e 11 feridos, e o suspeito foi preso pela polícia.[78]
  - Cientistas italianos criam o primeiro supersólido de luz, a partir de propriedades sólidas e fluidas em quasipartículas híbridas (polaritons) geradas por lasers e semicondutores.[79][80]
- 6 e 7 de março – Uma forte tempestade atingiu Bahía Blanca, Argentina, deixando ao menos 16 pessoas mortas e devastando toda a cidade. O governo da Argentina declarou no domingo (9/3) três dias de luto oficial no país.[81]
- 6 a 9 de março – Mais de mil pessoas, incluindo civis, de minoria alauíta síria — do qual pertence o ex-ditador Bashar al-Assad —, foram mortas por jihadistas aliados do Hayat Tahrir al-Sham (HTS), em uma repressão das forças de segurança do governo sírio.[82][83]
- 11 de março
  - O ex-presidente das Filipinas Rodrigo Duterte é preso no aeroporto de Manila, capital do país, quando regressava de Hong Hong. A detenção ocorreu em virtude de um mandado expedido pelo Tribunal Penal Internacional. Durante sua administração Duterte adotou uma política rígida de combate ao comércio ilegal de drogas, as ações repressivas que culminaram com a morte de milhares de pessoas são consideradas pelo Tribunal como crimes contra a humanidade.[84]
  - A Assembleia da República, parlamento português, rejeita a moção de confiança apresentada pelo Governo do primeiro-ministro Luís Montenegro. Os partidos de oposição votaram em peso para queda do gabinete, com exceção da agremiação Iniciativa Liberal. A recusa da moção implica na queda do Governo.[85]
  - Na província de Baluchistão, no Paquistão, sequestro de trem pelo Exército de Libertação do Baluchistão deixa mais de 70 mortos, dentre civis, militares e insurgentes.[86]
- 13 de março – O presidente de Portugal, Marcelo Rebelo de Sousa, dissolve o Parlamento e convoca eleições legislativas para 18 de maio.[87]
- 14 de março – Mark Carney é empossado como primeiro-ministro do Canadá.[88]
  - Ocorre um eclipse lunar total, visível em grande parte das Américas, Oceano Pacífico, leste da Ásia e Australásia. Durante a fase total, a Lua adquire uma coloração avermelhada, sendo popularmente conhecida como "Lua de Sangue", o próximo ocorrerá em 2029. [89]
- 16 de março
  - Incêndio em boate em Kočani, Macedônia do Norte, deixa pelo menos 59 mortos e 155 feridos.[90]
  - Keith Rowley anuncia sua renúncia ao cargo de Primeiro-ministro de Trinidad e Tobago após 9 anos no poder. A renúncia ao cargo foi a primeira na história do país.[91]
- 17 de março
  - Voo Lanhsa Airlines 018: Em Honduras, um avião BAe Jetstream 32 cai no Mar das Caraíbas logo após a decolagem, matando 12 pessoas e ferindo outras 5.[92]
  - No iHeartRadio Music Awards de 2025, Taylor Swift foi a maior vencedora da noite, conquistando nove das dez categorias em que concorria, incluindo Artista do Ano e Álbum Pop do Ano. Benson Boone venceu na categoria Canção do Ano com "Beautiful Things".[93]
- 18 de março
  - Os astronautas Butch Wilmore e Suni Williams regressam a Terra, após permanecerem nove meses em confinamento na Estação Espacial Internacional,  a aterrissagem da cápsula na qual se encontravam os astronautas pousou no mar da Flórida. A missão dos astronautas que iniciou em junho de 2024 deveria durar apenas oito dias, entretanto falhas na cápsula que seria utilizada para o regresso foram detectadas, o que impedira um retorno seguro.[94]
  - Ataques israelenses em Rafah, na Faixa de Gaza, matam mais de 500 pessoas, pondo fim ao cessar-fogo com o Hamas.[95]
  - Em Mogadíscio, Somália, Hassan Sheikh Mohamud, presidente do país, sobrevive a um ataque a seu comboio pelo al-Shabaab.[96]
- 20 de março – Kirsty Coventry é eleita a 10.ª presidente do Comitê Olímpico Internacional, a primeira mulher e africana a assumir o cargo.[97]
- 23 de março – Papa Francisco faz sua primeira aparição pública após quase 40 dias internado em um hospital de Roma para tratar problemas respiratórios.[98]
- 28 de março
  - Sismo de magnitude 7.7 provoca destruição na Ásia, o epicentro do fenômeno se deu em Myanmar, mas também afetou fortemente a Tailândia e deixa mais de 800 casas danificadas em cidade da China.[99]
  - A Justiça da Espanha anula as condenações por estupro de Daniel Alves, o Tribunal Superior de Justiça da Catalunha entendeu que não havia provas suficientes para sustentar a culpa do ex-jogador.[100]
- 29 de março – Um eclipse solar anular é visível sobre o noroeste da África, Europa e Rússia.[101]
- 31 de março – Grande incêndio florestal afeta o Condado de Inyo, leste da Califórnia. O fogo levou à evacuação de várias comunidades.[102]

### Abril
- 1 de abril
  - O presidente dos Estados Unidos, Donald Trump, decreta a imposição de tarifas sobre todas as importações para o comércio de seu país, os produtos brasileiros receberão taxação na alíquota mínima estabelecida de 10%.[103]
  - O Fram2, lançado a bordo de um foguete SpaceX Falcon 9, torna-se o primeiro voo espacial tripulado a entrar em uma órbita retrógrada polar, ou seja, a sobrevoar os polos da Terra.[104]
- 3 de abril
  - É realizado a 7ª edição do Play - Prémios da Música Portuguesa. A canção “Garota", de Maninho com Marisa Liz é a Canção do Ano, Slow J ganha como Melhor Artista Masculino e Bárbara Bandeira como a Melhor Artista Feminina. O álbum O Próprio do rapper Dillaz ganha o prémio de Melhor Álbum.  A canção “Cavalinho", de Pedro Sampaio e Gasparzinho ganha o Prémio Lusofonia. José Cid é o homenageado com o Prémio Carreira.[105].
  - A Hungria se retira do Tribunal Penal Internacional (TPI) depois que o primeiro-ministro de Israel, Benjamin Netanyahu, acusado de crime de guerra e com um mandado de prisão expedido pelo TPI, desembarca em Budapeste para uma visita de Estado.[106]
- 4 de abril - A Corte Constitucional da Coreia do Sul confirma por unanimidade o impeachment de Yoon Suk-yeol em uma votação de 8 a 0, destituindo-o oficialmente do cargo de Presidente da Coreia do Sul.[107]
- 7 de abril - A empresa de biotecnologia Colossal Biosciences anuncia o nascimento de filhotes caninos com traços genéticos do lobo-terrível (Aenocyon dirus), espécie extinta há cerca de 12 mil anos. O feito, alcançado através de edição genética em células de lobos modernos e uso de barrigas de aluguel de cães domésticos, é apresentado como um avanço na área da "desextinção" e conservação genética. A notícia gerou debates na comunidade científica sobre a definição e implicações de reviver espécies extintas.[108]
- 9 de abril - A MSP Estúdios, manifesta-se publicamente contra a utilização de inteligência artificial para replicar o estilo de seus personagens sem autorização. A empresa anuncia que estuda medidas legais para proteger seus direitos autorais e propriedade intelectual diante da prática crescente.[109] [110]
- 8 de abril - Desabamento de teto de boate em Santo Domingo, República Dominicana, mata mais de 220 pessoas, incluindo o cantor merengue Rubby Pérez.[111]
- 10 de abril
  - Um helicóptero cai no rio Hudson, em Nova York, seis pessoas que estavam a bordo morreram, das quais três eram crianças.[112]
  - Torcedores do Colo-Colo se revoltam e invadem o campo do Monumental de Colo-Colo após dois jovens serem atropelados e mortos pela polícia chilena próximo ao estádio antes do jogo contra o Fortaleza pela Libertadores. A partida foi paralisada e suspensa, e o Colo-Colo punido pela CONMEBOL.[113][114]
- 12 de abril – Ocorre uma intensa grande liberação de plasma pelo Sol.[115]
- 13 de abril – Daniel Noboa é reeleito presidente do Equador.[116]
- 13 de abril – Tem início a Expo 2025, realizada em Osaka, Japão.[117]
- 14 de abril – A cantora americana Katy Perry participou de um voo suborbital a bordo do foguete New Shepard, operado pela empresa Blue Origin[118]
- 16 de abril – A Rússia retira oficialmente o Talibã de sua lista de organizações terroristas, indicando uma mudança na política externa para estreitar laços com o governo afegão.[119]
- 17 de abril – Quatro pessoas morreram depois que a cabine de um teleférico caiu em Castellammare di Stabia, cidade próxima a Nápoles, na Itália.[120]
- 18 de abril – Um cessar-fogo de aproximadamente dois meses entre Israel e Hamas na Faixa de Gaza, iniciado em meados de janeiro, chega ao fim, resultando na retomada dos combates.[121]
- 20 de abril
  - Hugo Calderano vence o Campeonato Mundial de Tênis de Mesa, em Macau, e se torna o primeiro não europeu ou asiático a conquistar o ouro na competição.[122]
  - O videoclipe da música La Isla Bonita de Madonna atinge 1 bilhão de visualizações no YouTube, tornando-se o primeiro clipe da cantora a alcançar essa marca.[123]
- 21 de abril
  - O Papa Francisco, líder da Igreja Católica desde 2013, faleceu aos 88 anos no Vaticano.[124]
  - Ocorre um incêndio seguido de uma explosão na plataforma Cherne 1 da Petrobras, localizada na Bacia de Campos, litoral norte do Rio de Janeiro, 32 pessoas tiveram ferimentos leves. A empresa controlou o fogo em 4 horas e evacuou todos os trabalhadores do local.[125]
  - A Universidade de Harvard processa o governo Trump por interferência em sua autonomia acadêmica. Simultaneamente, a instituição expandiu o acesso com ensino gratuito para famílias de baixa renda e firmou acordo contra o antissemitismo.[126]
- 22 de abril – Ao menos 28 turistas são mortos em um ataque terrorista na Caxemira, controlada pela Índia. A Frente de Resistência (TRF), reivindicou a responsabilidade pelo ataque.[127]
- 23 de abril – Um terremoto de magnitude 6,2 atinge a região de Istambul, com epicentro no Mar de Mármara. O abalo deixou mais de 150 feridos, mas sem vítimas fatais.[128]
- 25 de abril
  - Ocorre um alinhamento visível da lua em crescente, de Vênus e de Saturno, o que criou a ilusão de um "rosto sorridente".[129]
  - O ex-presidente do Brasil, Fernando Collor de Mello, é preso em Maceió, Alagoas. Collor foi condenado em maio de 2013 pelo STF a 8 anos e 10 meses de prisão pelos crimes de corrupção passiva e lavagem de dinheiro, no âmbito da Operação Lava Jato.[130]
  - Um terremoto de magnitude 6,3 atingiu a costa do Equador. O tremor ocorreu a uma profundidade de 23 km (segundo o EMSC) ou 35 km (segundo o USGS) e foi sentido em diversas regiões do país, incluindo áreas na fronteira com a Colômbia.[131]
- 26 de abril
  - Atropelamento em massa durante um festival de rua em Vancouver, Canadá deixa 11 mortos, incluindo uma brasileira.[132]
  - Realização do funeral do Papa Francisco: Francisco foi sepultado na Basílica de Santa Maria Maggiore, em Roma, sendo o primeiro Papa em cerca de 100 anos a ser enterrado fora do Vaticano.[133]
- 27 de abril – Realização da 14.ª edição dos Prémios Sophia, principal premiação do cinema português.[134]. A longa-metragem Grand Tour venceu os prémios Sophia de Melhor Filme e Realização.[135]
- 28 de abril
  - No Canadá, o Partido Liberal, liderado pelo primeiro-ministro Mark Carney, vence as eleições legislativas, apesar de não ter alcançado a maioria absoluta no parlamento.[136]
  - Apagão de energia elétrica afeta Espanha e Portugal, atingindo também partes da França e Andorra.[137]

### Maio
- 3 de maio – Realizada a segunda edição do festival Todo Mundo no Rio com a apresentação da cantora Lady Gaga, com a presença de um público de cerca 2 100 000 pessoas.[138][139]
- 5 de maio – Após 23 anos de existência, o aplicativo Skype, da Microsoft, foi descontinuado.[140]
- 6 de maio – Friedrich Merz é eleito Chanceler da Alemanha.[141]
- 7 de maio – Início do conclave da Igreja Católica para escolha do sucessor do Papa Francisco.[142][143][144]
- 8 de maio – O cardeal Robert Francis Prevost é eleito e torna-se o Papa Leão XIV.[145]
- 10 de maio
  - Índia e Paquistão anunciam cessar-fogo no conflito pelo domínio da Caxemira; entretanto, horas depois, a Índia acusa o Paquistão de violação do acordo, acusação que o Paquistão nega.[146]
  - A nave espacial soviética Venera 9A (Kosmos 482) cai no Oceano Índico após 53 anos de uma missão fracassada a Vênus.[147]
- 12 de maio – Após mais de quatro décadas de conflito armado contra o Estado turco, o Partido dos Trabalhadores do Curdistão (PKK) anuncia sua dissolução.[148]
- 13 a 17 de maio – Realização do 69.º Festival Eurovisão da Canção em Basileia, na Suíça, tendo como o país vencedor a Áustria.[149]
- 18 de maio
  - Posse do Papa Leão XIV na Praça de São Pedro, no Vaticano.[150]
  - Nicușor Dan é eleito Presidente da Romênia.[151]
- 19 de maio – Marta é eleita a melhor jogadora da história do futebol feminino pela IFFHS.[152]
- 26 de maio – Realização da 51.ª edição do American Music Awards após 2 anos de pausa da premiação.[153]
- 31 de maio – Josep-Lluís Serrano Pentinat é empossado como novo Copríncipe Episcopal de Andorra e Bispo de Urgell.[154]

### Junho
- 2 de junho – Karol Nawrocki é eleito presidente da Polônia.[155]
- 3 de junho
  - Lee Jae-myung é eleito presidente da Coreia do Sul.[156]
  - Luvsannamsrain Oyun-Erdene renuncia ao cargo de primeiro-ministro da Mongólia.[157]
- 4 de junho
  - Realização da 32ª edição do Prêmio da Música Brasileira, principal premiação musical do Brasil.[158]
  - Lee Jae-myung eleito Presidente da Coreia do Sul.[159]
- 7 de junho – Miguel Uribe, senador colombiano é baleado enquanto participava de um ato político em um parque público da capital Bogotá.[160]
- 8 de junho – Um terremoto de magnitude 6,5 atinge Bogotá. Quatro pessoas foram feridas.[161]
- 10 de junho – 11 pessoas foram mortas e outras 12 feridas depois que um atirador abriu fogo em uma escola em Graz, na Áustria. O atirador, um ex-aluno de 21 anos, suicidou-se.[162]
  - Em diversos países, celebrações do Dia de Portugal, de Camões e das Comunidades Portuguesas incluem discursos e homenagens à história e cultura portuguesa. No mesmo dia, em Lisboa, o ator português Adérito Lopes, que se preparava para protagonizar Camões — o símbolo máximo da língua portuguesa — na última récita do espetáculo Amor é um Fogo que ardem se ve ser, é agredido por membros de um grupo de extrema-direita, gerando repercussão internacional sobre o aumento de violência política e extremismo na Europa.[163]
- 12 de junho
  - Avião com mais de 200 pessoas a bordo cai em Ahmedabad, na Índia, logo após a decolagem. Apenas uma pessoa sobrevive.[164]
  - Israel bombardeia Teerã, capital do Irã, o comandante das Guardas Revolucionárias, Hossein Salami, e o comandante das Forças Armadas do país, Mohammad Bagheri, são mortos no ataque.[165]
  - O ator português Adérito Lopes e o ex-ministro da Educação João Costa publicam um artigo no jornal Expresso, denunciando o ódio da extrema-direita e alertando para a necessidade de combate à violência e intolerância em Portugal e na Europa. A publicação recebe atenção de meios de comunicação internacionais.[166]

- 14 de junho a 13 de julho – Realização do Mundial de Clubes da FIFA de 2025, nos Estados Unidos.[167]
- 15 de junho — Manifestações de solidariedade com o ator português Adérito Lopes ocorrem em Lisboa, Porto, Coimbra, Braga, Almada, Torres Novas, Évora, Beja, Odemira, Faro, Funchal e Angra do Heroísmo. Centenas de pessoas protestam contra a violência da extrema-direita, chamando atenção da imprensa internacional para o crescimento de movimentos neonazis em Portugal e em outras partes da Europa.[168]
- 16 a 17 de junho – 51.ª reunião de cúpula do G7 em Kananaskis, Alberta, Canadá. No primeiro dia da cúpula, o presidente dos Estados Unidos, Donald Trump, deixou antecipadamente a reunião e retornou para a capital americana, citando a escalada da crise no Oriente Médio.[169]
- 21 de junho - Um Balão de ar quente pegar fogo e cai em Praia Grande, Santa Catarina, resultando na morte de oito das 21 pessoas a bordo.[170]
- 24 a 25 de junho - Uma cimeira da OTAN é realizada no World Forum em Haia, Países Baixos.[171]

### Julho
- 2 a 27 de julho – Realização da 14.ª edição do Campeonato Europeu de Futebol Feminino, na Suíça.[172]
- 3 de julho – Os jogadores de futebol Diogo Jota e André Silva morrem, em um acidente de carro em Zamora depois de um despiste e incêndio após um dos pneus furarem durante uma ultrapassagem.[173]
- 4 a 7 de julho – Enchentes repentinas causadas pelo transbordamento do Rio Guadalupe no Texas, Estados Unidos, matam mais de 100 pessoas.[174]
- 7 de julho – Assassinato de Fernando Vilaça[175]
- 9 de julho – O Presidente dos EUA, Donald Trump anuncia taxa de 50% a mercadorias que entrarão nos EUA vindas do Brasil a partir de 1 de agosto.[176]
- 16 de julho
  - Jennifer Simons toma posse como a primeira mulher presidente do Suriname.[177]
  - Incêndio em um centro comercial na cidade de Kut, no Iraque, deixa pelo menos 61 mortos e dezenas de desaparecidos.[178]
- 17 de julho – Yulia Svyrydenko toma posse como primeira-ministra da Ucrânia.[179]
- 19 de julho – Barco turístico naufraga na baía de Ha Long, Vietnã,  e deixa pelo menos 38 mortos e vários desaparecidos.[180]
- 21 de julho – Queda de avião militar sobre campus de uma faculdade em Daca, Bangladesh, deixa mais de 20 mortos e centenas de feridos.[181]
- 22 de julho – Donald Trump anuncia que os Estados Unidos irão retirar-se da Organização das Nações Unidas para a Educação, a Ciência e a Cultura (UNESCO) em dezembro de 2026.[182]
- 24 de julho – Queda de avião no Oblast de Amur, na Rússia, mata todas as 48 pessoas a bordo.[183]
- 28 de julho
  - Álvaro Uribe Vélez, ex-presidente da Colômbia, é condenado pela Justiça colombiana por suborno e fraude, tornando-se o primeiro presidente a ser condenado penalmente na história do país.[184]
  - Um ex-jogador de futebol americano universitário invade um arranha-céu em Manhattan, Nova Iorque, EUA, onde fica localizado o escritório da NFL (liga profissional do esporte), e realiza um tiroteio em massa, matando quatro pessoas, e em seguida suicida-se.[185]
- 30 de julho
  - Um terremoto de magnitude 8,8 atinge a costa da Península de Camecháteca, na Rússia, gerando também um tsunami que horas depois atinge a própria Rússia, o Japão e todos os estados da Costa Oeste dos Estados Unidos.[186]
  - Realização da 24.ª edição do Prêmio Grande Otelo do Cinema Brasileiro, a principal premiação cinematográfica do Brasil.[187]
  - O Governo dos Estados Unidos sanciona o ministro do STF Alexandre de Moraes com a Lei Magnitsky, por alegada "caça às bruxas" contra cidadãos e empresas americanas e brasileiras.[188]
- 31 de julho – A Assembleia Legislativa de El Salvador aprova um projeto de lei que estende o mandato presidencial de 5 para 6 anos, elimina o segundo turno nas eleições e permite a reeleição ilimitada no país, possibilitando que o presidente Nayib Bukele possa permanecer indefinidamente no poder.[189]

### Agosto
- 3 de agosto – Um navio que transportava 154 migrantes africanos naufraga na costa do Iêmen, causando 68 mortes.[190]
- 4 de agosto – O ex-presidente do Brasil, Jair Bolsonaro, teve prisão domiciliar decretada, após o descumprimento de medidas cautelares. O ordem para a prisão foi dada pelo ministro Alexandre de Moraes, do STF.[191]

## Eventos esperados
- 22 de setembro – Realização da 69.ª edição da Bola de Ouro.[192]
- 6 de outubro – O Incrível Mundo de Gumball lança uma nova temporada após 7 anos.[193][194]
- 14 de outubro – O sistema operacional Windows 10 perderá o suporte pela Microsoft.[195]
- 10 de novembro a 21 de novembro – Brasil sediará a COP 30 na cidade de Belém, no Pará.[196]
- 24 de novembro – Realização da 78.ª edição do Emmy.[197]
- 11 de dezembro – Realização da 11.ª edição do The Game Awards.[198]
- Ao longo do ano de 2025 a Igreja Católica celebra o Jubileu de 2025. O Jubileu é celebrado a cada 25 anos dentro de um Ano Santo desde o ano 1300. O Jubileu de 2025 tem como tema a esperança. Se iniciou no Natal de 2024 e finalizará no Dia de Reis de 2026.[199]

### Sem data definida
- Lançamento da "Tela Brasil", uma plataforma de streaming desenvolvida pelo Ministério da Cultura com conteúdos 100% brasileiros. Lançamento estimado para o segundo semestre do ano.[200][201]
- Um encontro ecumênico da Igreja Católica Apostólica Ortodoxa e da Igreja Católica Apostólica Romana está programado para ser realizado em Nicéia para marcar o 1.700.º aniversário do Primeiro Concílio de Niceia.[202]
- A NASA prevê que as sondas Voyager 1 e 2 deixarão de estar operacionais por falta de energia disponível[203].

## Mortes
- 10 de janeiro - Sam Moore, cantor norte-americano.[204]
- 16 de janeiro - David Lynch, cineasta norte-americano.[205]
- 19 de janeiro - Leo Batista, jornalista e locutor brasileiro.[206]
- 29 de janeiro - Richard Williamson, bispo católico inglês.[207]
- 8 de fevereiro - Sam Nujoma, político namibiano, ex-presidente da Namíbia.[208]
- 14 de fevereiro - Cacá Diegues, cineasta brasileiro.[209]
- 17 de fevereiro - James Harrison, doador de sangue australiano.[210]
- 18 de fevereiro - Gene Hackman, ator norte-americano.[211]
- 22 de fevereiro - Lílian, cantora brasileira.[212]
- 25 de fevereiro - Roberto Orci, produtor cinematográfico e roteirista mexicano-americano.[213]
- 26 de fevereiro - Michelle Trachtenberg, atriz, dubladora e modelo norte-americana.[214]
- 18 de março - Wlamir Marques, ex-basquetebolista brasileiro. [215]
- 20 de março - Eddie Jordan, automobilista e empresário irlandês. [216]
- 21 de março - George Foreman, ex-pugilista norte-americano.[217]
- 26 de março - Fuad Noman, político, economista e escritor brasileiro; ex-prefeito de Belo Horizonte (MG).[218]
- 28 de março - Heloísa Teixeira, ensaísta, escritora, editora e crítica literária brasileira.[219]
- 29 de março - Richard Chamberlain, ator norte-americano.[220]
- 1 de abril - Val Kilmer, ator norte-americano.[221]
- 8 de abril - Manga, ex-futebolista brasileiro.[222]
- 10 de abril - Leo Beenhakker, ex-futebolista e ex-treinador de futebol neerlandês.[223]
- 21 de abril - Francisco, papa argentino, líder da Igreja Católica.[224]
- 24 de abril - Lucia Alves, atriz brasileira.[225]
- 28 de abril - Priscilla Pointer, atriz norte-americana.[226]
- 30 de abril - Inah Canabarro Lucas, freira supercentenária brasileira.[227]
- 1 de maio - Nana Caymmi, cantora brasileira.[228]
- 4 de maio - Jochen Mass, automobilista alemão.[229]
- 12 de maio - Lorna Raver, atriz norte-americana. [230]
- 13 de maio
  - Pepe Mujica, político uruguaio, ex-presidente do Uruguai.[231]
  - Divaldo Franco, médium brasileiro.[232]
- 23 de maio - Sebastião Salgado, fotógrafo brasileiro.[233]
- 19 de junho - Francisco Cuoco, ator brasileiro.[234]
- 2 de julho - Julian McMahon, ator e modelo australiano.[235]
- 3 de julho - Diogo Jota, futebolista português.[236]
- 5 de julho - Gedelti Gueiros, pastor brasileiro e fundador da Igreja Cristã Maranata.[237]
- 7 de julho - Fernando Vilaça, jovem brasileiro assassinado.[238]
- 13 de julho - Muhammadu Buhari, político nigeriano, ex-presidente da Nigéria.[239]
- 16 de julho - Connie Francis, cantora e atriz estadunidense.[240]
- 20 de julho
  - Preta Gil, cantora brasileira.[241]
  - José Maria Marin, dirigente esportivo e político brasileiro.[242]
- 22 de julho - Ozzy Osbourne, cantor e compositor britânico.[243]
- 24 de julho - Hulk Hogan, lutador de luta profissional e ator americano.[244]
- 2 de agosto - José Roberto Guzzo, jornalista brasileiro.[245]
- 5 de agosto - Ion Iliescu, político romeno, ex-presidente da Romênia[246]
- 8 de agosto - Arlindo Cruz, cantor e sambista brasileiro.[247]
- 9 de agosto - Nobuto Yamada, cantor japonês, ex - vocalista da banda MAKE-UP. [248]
- 11 de agosto
  - Miguel Uribe Turbay, advogado e político colombiano.[249]
  - Natan Brito, cantor e compositor brasileiro.[250]

## Epacta e idade da Lua
| Epacta gregoriana | *       |
| Idade da Lua      | Letra P |

## Por tema
- 2025 no Brasil
- 2025 no cinema
- 2025 no desporto
- 2025 nos jogos eletrônicos
- 2025 na literatura
- Mortes em 2025
- 2025 na música
- 2025 em Portugal
- 2025 na televisão